# Phyllophaga rugosa
Phyllophaga rugosa är en skalbaggsart som beskrevs av Melsheimer 1845. Phyllophaga rugosa ingår i släktet Phyllophaga och familjen Melolonthidae. Inga underarter finns listade i Catalogue of Life.